# Фіц-Рой (гора)
Гора Фіц-Рой (ісп. Fitz Roy), або Чальте́н (ісп. Chaltén) — гора на кордоні Аргентини і Чилі поблизу міста Ель-Чальтен. Розташовується на території національного парку Лос-Гласьярес.
Назва Чальтен у перекладі з індіанської мови аонікенк означає Димна Гора. Ім'я Фіц-Рой їй дав Франсіско Морено 2 березня 1877 року на честь Роберта Фіц-Роя.
1782 року гору відкрив Антоніо де Б'єдма-і-Нарваес. 2 лютого 1952 року відбулося перше сходження Ліонелем Терраєм і Гідо Маньйоне. 1979 року італійський альпініст Ренато Казаротто здійснив соло перше проходження північного ребра вершини. У цьому ж року французький альпініст Жан Афанассьефф з групою зробили перше сходження північною стіною гори Фіц-Роя.
Гора Фіц-Рой зображена на прапорі і гербі провінції Санта-Крус.

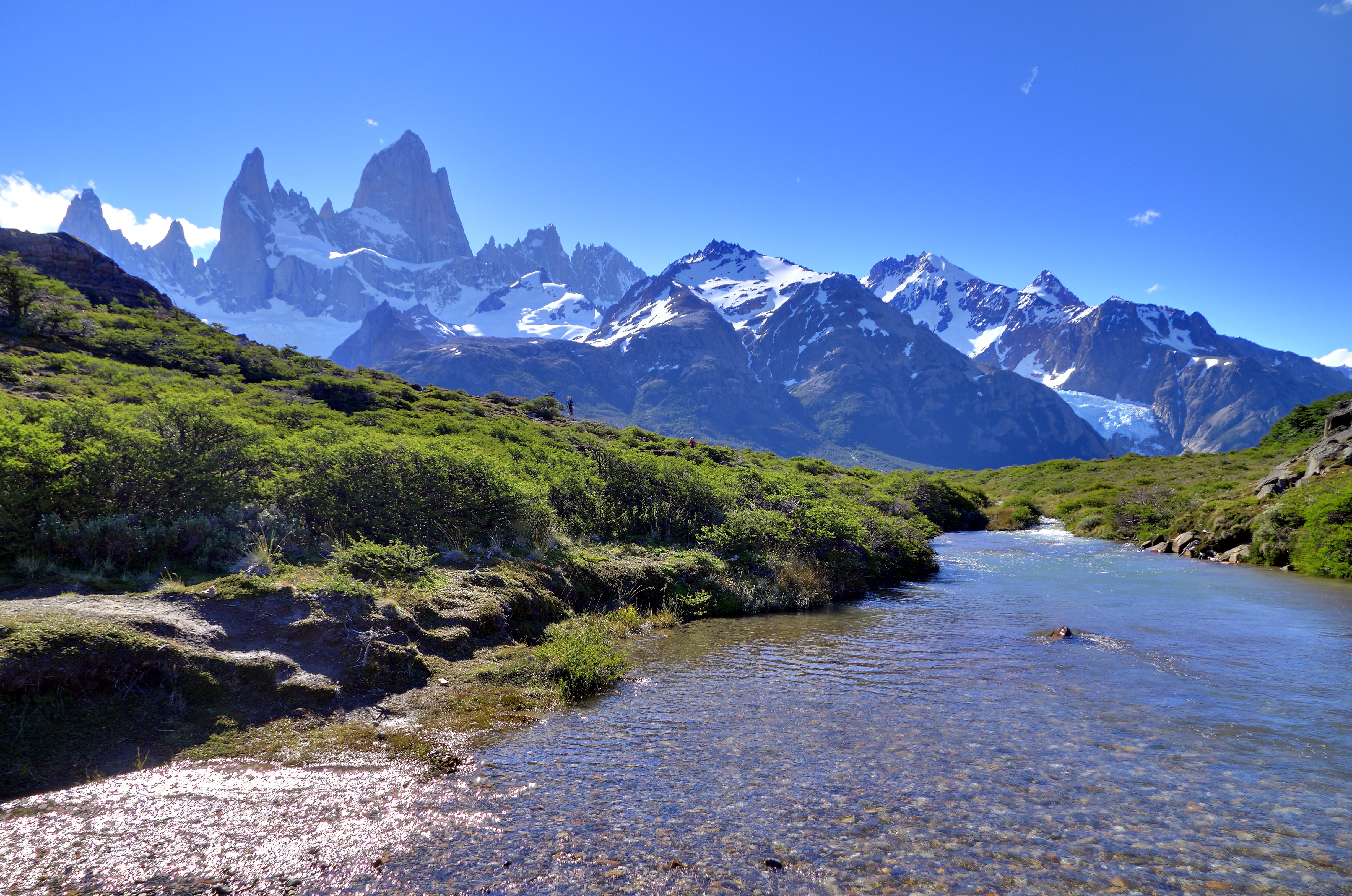
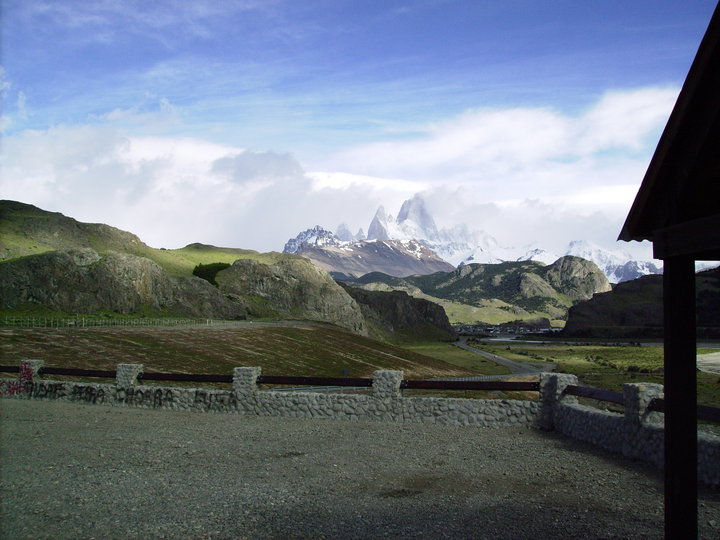
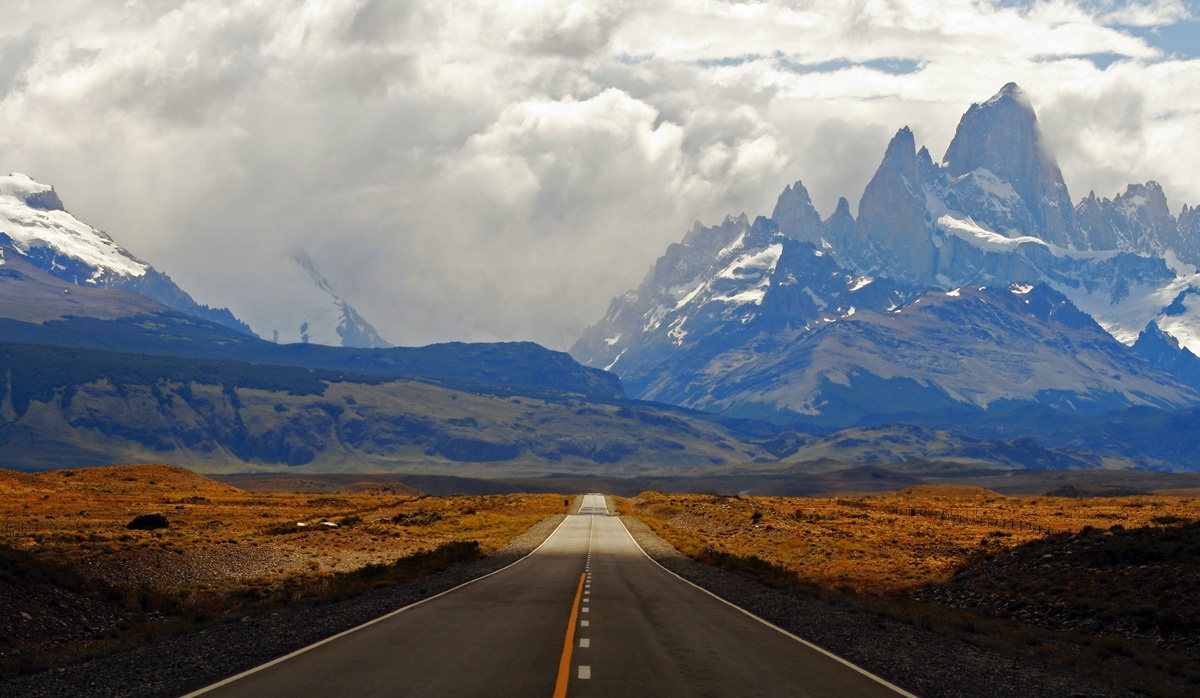
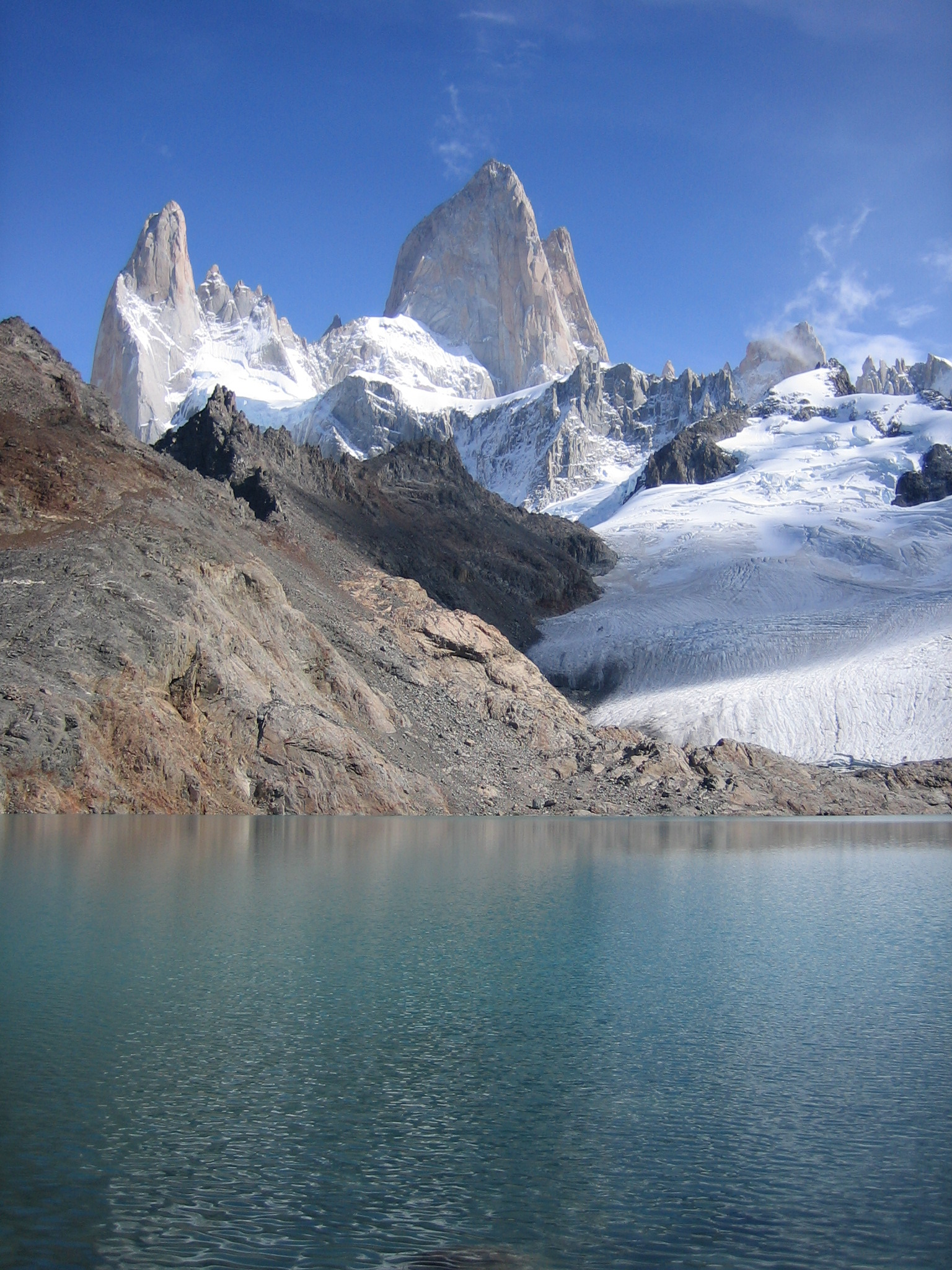